# 48-й Венецианский кинофестиваль
48-й Венецианский международный кинофестиваль проходил в Венеции (Италия) с 3 по 14 сентября 1991 года.

## Жюри
- Джан Луиджи Ронди (председатель, Италия),
- Сильвия д’Амико (Италия),
- Джеймс Белуши (США),
- Джон Бурмен (Великобритания),
- Мишель Симан (Франция),
- Мориц Де Хадельн (Великобритания),
- Наум Клейман (Молдавия),
- Ойа Кодар (Югославия),
- Пилар Миро (Испания).

## Конкурсная программа
| Название                 | Оригинальное название         | Режиссёр           | Страна                                 |
| ------------------------ | ----------------------------- | ------------------ | -------------------------------------- |
| Зажги красный фонарь     | 大红灯笼高高挎                | Чжан Имоу          | Китай · Гонконг · Китайская Республика |
| Германия, девять — ноль  | Allemagne 90 neuf zéro        | Жан-Люк Годар      | Франция · Германия                     |
| Божественная комедия     | A Divina Comédia              | Мануэл де Оливейра | Франция · Португалия                   |
| Эдуард II                | Edward II                     | Дерек Джармен      | Великобритания                         |
| Эквилибристы             | Les équilibristes             | Никос Папатакис    | Франция                                |
| Книги Просперо           | Prospero’s Books              | Питер Гринуэй      | Великобритания · Франция · Нидерланды  |
| Король-рыбак             | The Fisher King               | Терри Гиллиам      | США                                    |
| Мой личный штат Айдахо   | My Own Private Idaho          | Гас Ван Сент       | США                                    |
| Невидимая стена          | Il muro di gomma              | Марко Ризи         | Италия                                 |
| Миссисипская масала      | Mississippi Masala            | Мира Наир          | США · Великобритания                   |
| Урга — территория любви  | Урга — территория любви       | Никита Михалков    | СССР · Франция                         |
| Простая история          | Una storia semplice           | Эмидио Греко       | Италия                                 |
| Я больше не слышу гитары | J'entends plus la guitare     | Филипп Гаррель     | Франция                                |
| Пляж потерянных детей    | La Plage des enfants perdus   | Гилани Ферхати     | Марокко · Франция                      |
| Ночь и день              | Nuit et jour                  | Шанталь Акерман    | Франция                                |
| Встреча с Венерой        | Meeting Venus                 | Иштван Сабо        | Великобритания · США · Япония          |
| Крик камня               | Cerro Torre: Schrei aus Stein | Вернер Херцог      | Германия · Франция · Канада            |
| Ещё только за тот лес    | Jeszcze tylko ten las         | Ян Ломницкий       | Польша                                 |
| Скрытое лицо             | Gizli Yüz                     | Омер Кавур         | Турция                                 |
| Фердидурка               | Ferdydurke                    | Ежи Сколимовский   | Польша                                 |
| Необходимая любовь       | L'amore necessario            | Фабио Карпи        | Италия                                 |
| Хлам                     | Chatarra                      | Феликс Ротаэта     | Испания                                |

## Награды
- Золотой лев: Урга — территория любви, режиссёр Никита Михалков
- Серебряный лев — Особый приз жюри: Божественная комедия, режиссёр Мануэл де Оливейра
- Серебряный лев за лучшую режиссёрскую работу:
  - Чжан Имоу — Подними красный фонарь;
  - Терри Гиллиам — Король-рыбак;
  - Филипп Гаррель — Я больше не слышу гитары
- Кубок Вольпи за лучшую мужскую роль: Ривер Феникс — Мой личный штат Айдахо
- Кубок Вольпи за лучшую женскую роль: Тильда Суинтон — Эдуард II
- Золотой лев за вклад в мировой кинематограф: Марио Моничелли и Джан Мария Волонте
- Золотые Озеллы:
  - Германия, девять — ноль — Жан-Люк Годар
  - Миссисипская масала — Мира Наир
  - Крик камня — Вернер Херцог
- Кубок Вольпи: 
  - Лучший актёр — Ривер Феникс, фильм Мой личный штат Айдахо
  - Лучшая актриса — Тильда Суинтон, фильм Эдуард II
- Золотая медаль президента Сената:
  - Германия 90 девять ноль, режиссёр Жан-Люк Годар
- Золотой лев за вклад в мировой кинематограф:
  - Джан Мария Волонте
  - Марио Моничелли
- Golden Ciak:
  - Лучший фильм — Миссисипская масала
  - Лучший актёр — Витторио Меццоджорно
  - Лучшая актриса — Гленн Клоуз
- Приз международной ассоциации кинокритиков (ФИПРЕССИ):
  - Никчёмный человек, режиссёр Наото Такэнака
- Приз OCIC:
  - Урга — территория любви
- Приз OCIC — особое упоминание:
  - Луиджи Фаччини
- Кубок Пазинетти:
  - Лучший фильм — Урга — территория любви
  - Лучший актёр — Витторио Меццоджорно
  - Лучшая актриса — Мерседес Рул
- Приз имени Пьетро Бьянчи:
  - Паоло Тавиани
  - Витторио Тавиани
- Little Golden Lion:
  - Король-рыбак, режиссёр Терри Гиллиам
- Evira Notari Prize:
  - Подними красный фонарь, режиссёр Чжан Имоу